# Xã Lowell, Quận Polk, Minnesota
Xã Lowell (tiếng Anh: Lowell Township) là một xã thuộc quận Polk, tiểu bang Minnesota, Hoa Kỳ. Năm 2010, dân số của xã này là 298 người.